# Дилетант (журнал)
«Дилетант» — российский познавательный исторический журнал для семейного чтения. Издаётся с января 2012 года. В «Дилетанте» печатаются авторы с учёными степенями исторических наук, известные российские журналисты и медиаперсоны.

## История
По данным Kartoteka.ru, учредителями журнала (через ООО «Дилетант») были Виталий Дымарский (20%), ООО «Интерлинк» (40%), ООО «Медиа-Сервис» (20%) и ООО «Образование — XXI век» (20%) (компания принадлежит директору по инвестициям фонда Prosperity Capital Management Александру Бранису и Алексею Венедиктову, являющемуся её гендиректором), гендиректором фирмы указан Алексей Ромашкин. Автором названия стал сотрудник радиостанции и главный редактор журнала Виталий Дымарский, также «дилетантами» сотрудники издания в шутку называли себя и читателей.
На телеканале «Дождь» в 2013—2014 годах выходила совместная программа телеканала, журнала «Дилетант» и радиостанции «Эхо Москвы» — «Дилетанты». Выпуск программы был приостановлен в феврале 2014 года после проведения во время трансляции программы опроса «Надо ли было сдавать Ленинград?» (подробнее см. Скандал вокруг опроса в программе «Дилетанты»).
С февраля 2014 года на радиостанции «Эхо Москвы» еженедельно выходит историческая программа «Дилетанты», являющаяся совместной программой с журналом. В ежемесячной программе «96 страниц» анонсируется содержание нового номера журнала
По итогам 2014 года ООО «Дилетант» отчиталось об убытке 6,6 млн руб.
С 1 июля 2015 года издание приостановлено в связи с финансовыми трудностями из-за смены спонсора и издателя проекта: из него вышел один из основных инвесторов Сергей Зверев (финансировал журнал через ООО «Интерлинк»). В этом же месяце издателем стало ООО «Образование — XXI век», продолжившее в сентябре выпуск журнала.
В ноябре 2015 года суд вынес решение по требованию типографии «Парето-Принт» о взыскании с «Дилетанта» 7 млн руб., для осуществления выплат были арестованы счета. По словам гендиректора этой фирмы Павла Арсеньева, журнал перестал исполнять обязательства по договору с марта 2015 года, но проблемы с оплатой были и раньше. В материалах суда указывается, что представители «Дилетанта» просили уменьшить штрафные санкции в связи с трудным финансовым положением компании. Весной 2016 года «Парето-Принт» подало иск в Арбитражный суд Москвы о признании банкротом журнала «Дилетант».
«Дилетант» приостановил выпуск бумажной версии в июне после того, как спонсор проекта Сергей Зверев отказался от его финансирования из-за кризиса. Сайт «Дилетанта» продолжал работу, но переехал на другой домен: с diletant.ru, принадлежащего Звереву, на diletant.media, где находится по настоящее время. Главный редактор сайта — Снежана Петрова.
В сентябре 2015 года исторический журнал «Дилетант» возобновил выпуск печатной версии. О выходе сентябрьского номера после двухмесячной приостановки в Twitter сообщил основатель журнала, главный редактор радиостанции «Эхо Москвы» Алексей Венедиктов.
В июне 2016 года генеральным директором проекта «Дилетант» становится Екатерина Годлина. Проект набирает обороты, и к концу 2017 года журнал выходит на самоокупаемость. За этот год команда журнала создала ряд проектов (Дилетантские Чтения, Смотритель). К концу 2018 года проект начинает приносить прибыль.

## Главный редактор
Главные редактора печатного издания, согласно выходным данным журнала:
- С января 2012 по ноябрь 2020 — Виталий Дымарский
- С декабря 2020 по май 2022 — Алексей Венедиктов
- С июня 2022 по октябрь 2022 — Виталий Рувинский
- C ноября 2022 — Альбина Белянкина

## Журнал

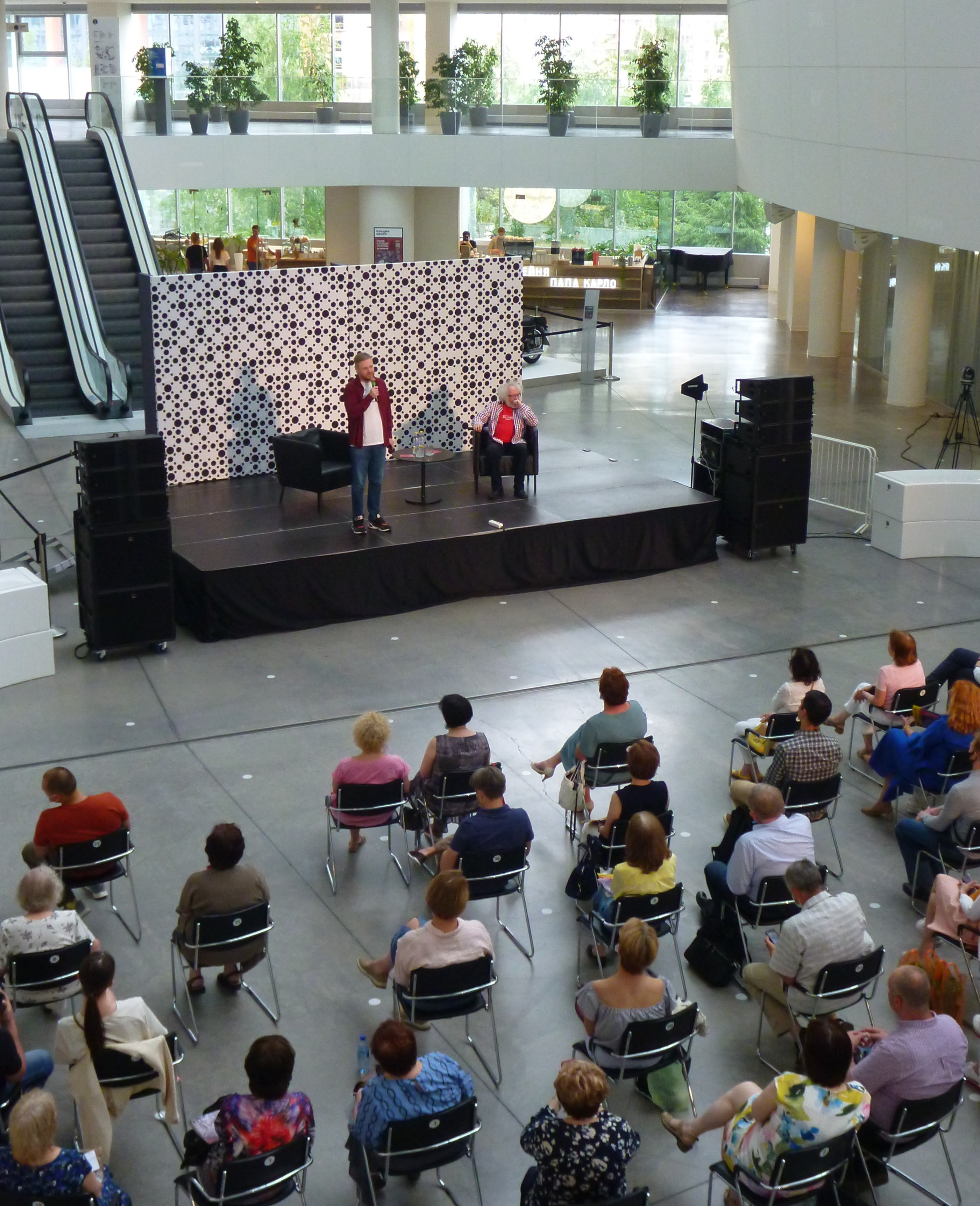
«Дилетантские чтения» в Ельцин-центре, 30 мая 2021 года

Постоянный эпиграф журнала — афоризм Сократа «Я знаю, что ничего не знаю».
Сами авторы журнала часто в своих заметках в шутку называют себя «дилетантами» или делятся своим «дилетантским мнением». По словам Виталия Дымарского, редакторы относят к дилетантам «не столько авторов, сколько — читателей».
Как правило, в каждом номере журнала проходит центральная, сквозная тема, с которой так или иначе связаны статьи. Проект «Дилетант» за время своего существования выпустил четыре альманаха, в которых собраны наиболее интересные материалы, отобранные читателями из двенадцати номеров предыдущего года. Читатели голосуют за материалы на сайте журнала, а также имеют возможность создавать собственный контент в рамках журнала в виде исторических эссе и рецензий на фильм, книгу или театральную постановку.

## Критика
Согласно расследованию команды Алексея Навального от 2023 г., у исторического журнала «Дилетант» в 2019 году появился спецвыпуск под названием «Мой район» — всего с тех пор вышло 120 экземпляров. Выходящее три раза в месяц издание бесплатно распространяется городскими управами или как бесплатное приложение — в московских книжных магазинах при покупке «Дилетанта». Личная фирма журналиста, переоформленная на его жену, получила за их издание через программу Мой район как минимум 680,5 млн рублей. (годовой бюджет «Эха Москвы» с почти 200 сотрудниками, по их данным, — 516 млн руб.), содержание сайта Дилетанта обошлось в 44 млн руб. в год. При этом часть услуг предоставлялась по завышенной стоимости. Например, за корректуру выпуска № 23 «Лефортово» было заплачено 230 тысяч рублей, то есть 1220 рублей за тысячу символов при рыночной стоимости от 40 до 200 рублей.; а Павлу Чиркину платилось по 600 тыс. руб. за верстку и предпечатную подготовку каждого номера «Моего района», при этом выделенные им деньги снимались в банкоматах.
Деньги от мэрии были основным источником платежей издающей «Дилетант» фирме Венедиктова. Сам Венедиктов был активным сторонником мэра Москвы Сергея Собянина и в ходе мобилизации 2022 г. вместе с Ксенией Собчак, агентством «Москва», Mash, Маргаритой Симоньян и Владимиром Соловьевым опубликовал в своём телеграм-канале пост о том, что Собянин взял мобилизацию в Москве под контроль.
На вопросы Republic Венедиктов в ответ прислал ссылку на статью Русской службы Би-би-си 2020 г., где рассказывал, что стартовые 25 млн рублей на «Дилетант» он получил от миллиардера Михаила Прохорова, а само медиа оценивало сумму контракта в 400—500 млн рублей. На вопросы «Медиазоны» Венедиктов не ответил.

## Тираж
В 2016 году сообщалось, что тираж номера «Дилетанта» составлял 60 тысяч экземпляров. В дальнейшем тираж «Дилетанта» сократился. Так заявленный тираж № 66 (2021 год) составлял 45 тысяч экземпляров.

## Вебсайт
В 2022 и 2023 годах вебсайт работал на бесплатном фреймворке Next.js.